# Moïse de Valachie
Moïse de Valachie, est prince de Valachie de 1529 à 1530.
Dernier prince de la famille des Danesti à occuper le trône de Valachie, fils de Vladislav III, il est élu prince après la mort de Radu V de la Afumați de janvier 1529 à juin 1530. Renversé il est tué dans un combat le 29 août 1530 en tentant de reprendre le trône.
De son épouse Anca il n'a eu qu'une fille :
- Zamfira, qui épouse successivement un noble hongrois, Istvan Keser, puis un noble polonais, Stanislaw Nisowski.